# Aszód–Vácrátót-vasútvonal
Az Aszód–Galgamácsa–Vácrátót vasútvonal a MÁV egy egyvágányú, villamosított magyarországi vasútvonala. Menetrendi száma a 77-es.

## Története
A vonal 1951-ben épült Vácrátót és Galgamácsa között, a Cserhát és a Gödöllői-dombság határán. Építésének fő célja a teherforgalmi kerülő útvonal biztosítása volt. A személyforgalom számára mindössze két megállóhely épült. A vonal Galgamácsán csatlakozik az 1896-ban épült Aszód–Balassagyarmat–Ipolytarnóc-vasútvonalhoz, amellyel közös nyomvonalon halad Aszódig. 1985-ben villamosították a ma a 71-es vonalhoz tartozó Vác–Vácrátót szakasszal együtt. A Cserhát dombjai között haladó pálya végig egyvágányú. Vác és Aszód között az alépítmény kialakítása – töltések, átereszek, hidak stb. – biztosítja a helyet a majdani második vágány számára.

## Közlekedés
A vonalon V43-as ingavonatok jártak BDt vezérlőkocsival és egy Bhv kocsival ütemes menetrend szerint. Viszonylatuk vegyesen Vác–Aszód, illetve Vácrátót–Aszód volt.
A 2009/2010. évi menetrendváltástól, 2009. december 13-től megszűntek a Vác–Aszód és Vácrátót–Aszód viszonylatú személyvonatok, Galgamácsa és Vácrátót között a közszolgáltatás átmenetileg megszűnt, egyéb személyszállító vonatok és a teherforgalom azonban továbbra is használta a vasútvonalat.
2019. április 1-jétől május 12-ig, valamint május 17-től június 2-ig pályafelújítás miatt az Aszód és Balassagyarmat között közlekedő vonatokat Galgamácsa állomásról Vácrátót felé terelték, így újra közlekedett személyszállító vonat a vonalon. Vácrátót és Galgamácsa között azonban nem álltak meg. Ezeket Bzmot sorozatú motorvonatok továbbították.
A vonalat Galgamácsa és Vácrátót között teherforgalomra rendszeresen használják.
A vasútvonalon 2022. december 11-étől újraindult a közszolgáltatási személyszállítás, napi 7 pár Aszód-Vác viszonylatú személyvonattal, amelyek csak Vácrátóton, Váckisújfalun, Galgamácsán és Iklad-Domonyon állnak meg. Ezeken a viszonylatokon hétköznapokon felújított, "Papagáj", vagy "Fecske" színterves V43-as sorozatú villany mozdonyokból, felújított "Fecske" színterves Bhv-kocsikból, és ugyanilyen vezérlőkocsikból álló szerelvények közlekednek. A járatot hétvégenként Stadler FLIRT motorvonatokkal közlekedtetik le .

## Képek a vonalról

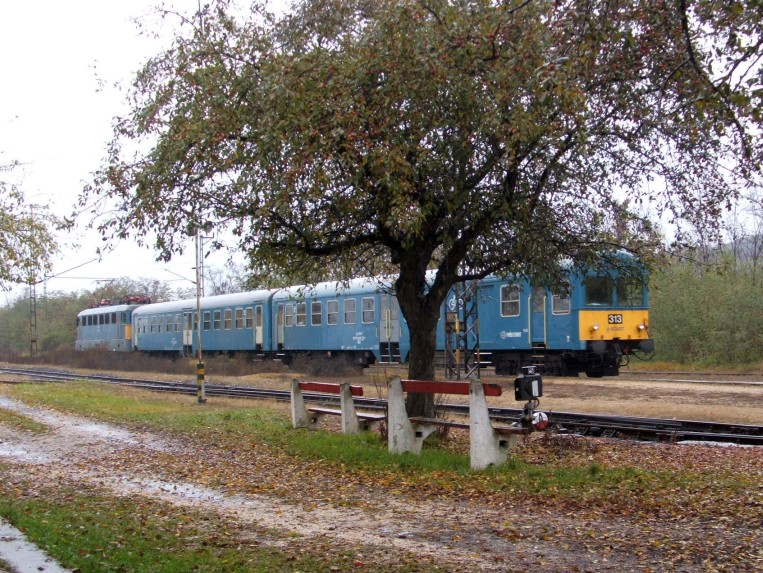
Aszódra induló vonat Vácrátót állomáson
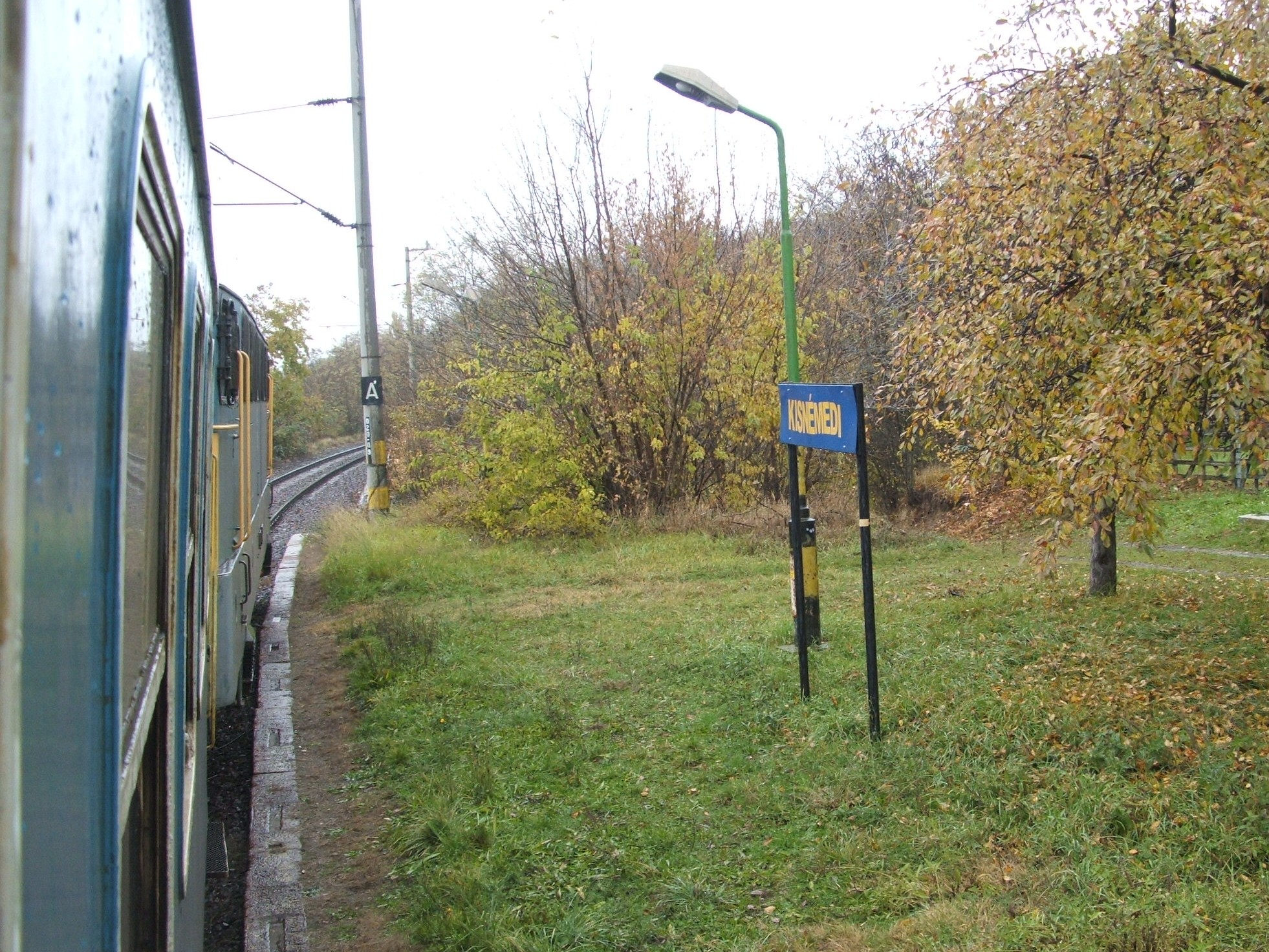
Kisnémedi megállóhely névtáblája…
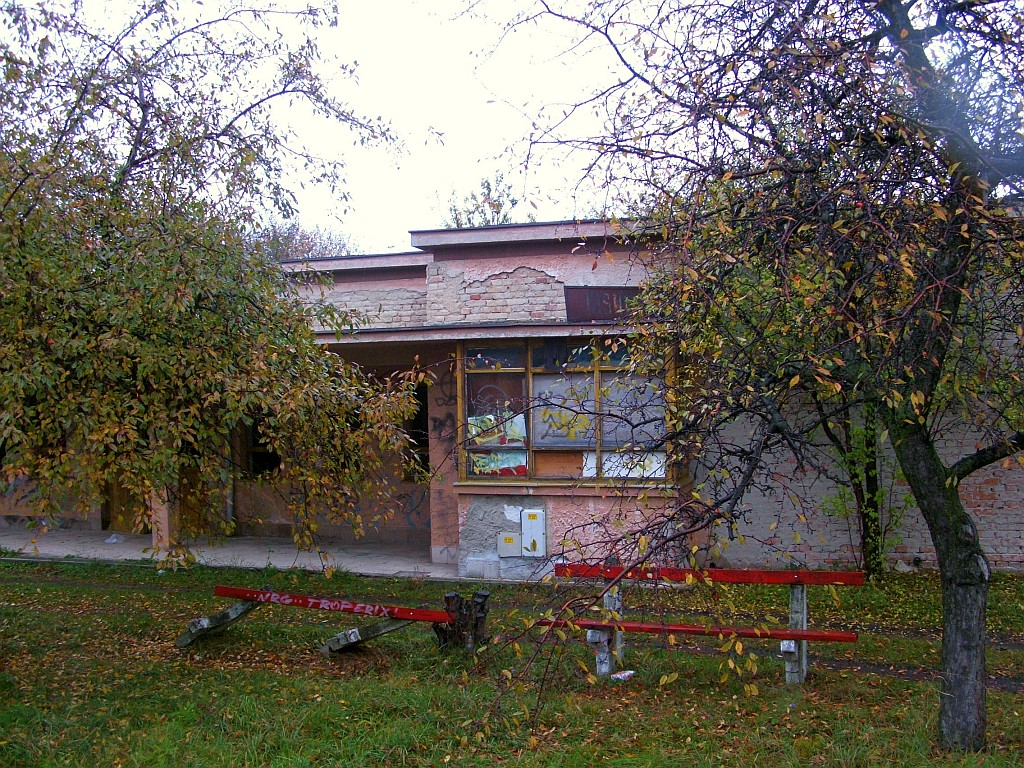
…és épülete
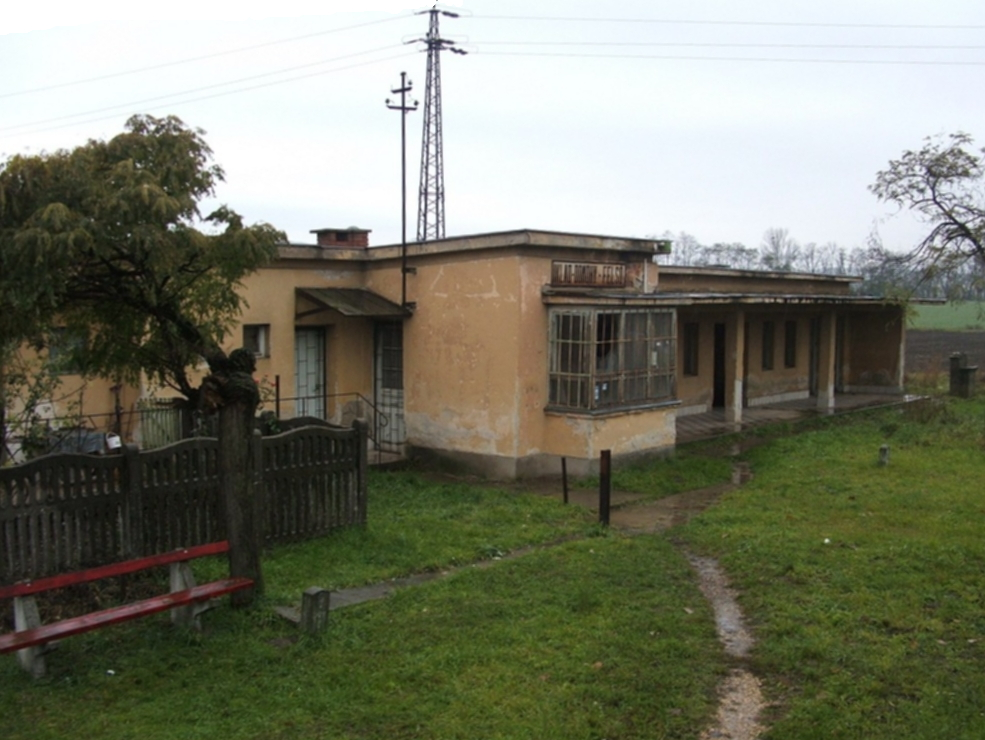
Iklad-Domony felső